# Maïssade
Maïssade (Mayisad en créole haïtien) est une commune d'Haïti située dans le département du Centre et l'arrondissement de Hinche.

## Démographie
La commune est peuplée de 58 942 habitants(recensement par estimation de 2015).

## Administration
La commune a 3 sections communales qui sont:
- Narang
- Hatty
- Savane Grande (dont le quartier « Louverture »)

## Économie
L'économie locale repose sur la culture de la canne à sucre, du café, du coton, du maïs, de la mangue  et des fruits.
On y pratique l'élevage et la récolte du miel dans de nombreuses ruches.
Le lignite est extrait dans la région.